# Soda-Cracker-Experiment
Das Soda-Cracker-Experiment wurde durch den Kurt-Lewin-Schüler Jerome D. Frank Mitte der 1930er Jahre durchgeführt, um den Widerstand von Kindern gegen die Nahrungsmittelaufnahme näher zu untersuchen. Es gilt als eines der Vorbilder, die Stanley Milgram zu seinen Experimenten zur Gehorsamkeitsbereitschaft inspirierten (vgl. Milgram-Experiment). 

## Ablauf des Experiments
Im Experiment verlangte der Experimentleiter von erwachsenen Testpersonen, zwölf ungesalzene, wenig schmackhafte Kekse zu essen. Einer ersten Gruppe von Testpersonen wurde mitgeteilt, dass das wissenschaftliche Experiment das Essen von Soda-Crackern nötig mache. Diese Testpersonen aßen die Cracker in der Regel, ohne offene Ablehnung zu zeigen (Situation 1).
Einer zweiten Gruppe wurde mitgeteilt, dass es für das Experiment keinen Unterschied mache, ob die Testpersonen die Soda-Cracker essen oder nicht, dass aber der Experimentleiter versuchen werde, die Testpersonen zum Essen dieser Cracker zu bringen. In dieser Gruppe kam es sehr schnell zu verschiedenen Formen des Widerstandes gegen die teilweise gewaltsamen Bestrebungen des Experimentleiters, die Testpersonen zum Essen zu bewegen (Situation 2).
Den Testpersonen der dritten Gruppe wurde diese Information erst mitgeteilt, nachdem sie zusammen mit dem Experimentleiter einen ersten Keks verspeist hatten. In diesem Fall war die typische Reaktion der Testpersonen große Unklarheit darüber, ob sie mit dem Essen des Kekses fortfahren sollten oder nicht (Situation 3).

## Rezeption des Experiments
Inspiriert durch das Soda-Cracker-Experiment, führte Stanley Milgram in den frühen sechziger Jahren mit dem Milgram-Experiment das wohl bekannteste Experiment zur Gehorsamkeitsbereitschaft durch.